# Ordrup Sogn
Ordrup Sogn er et sogn i Gentofte Provsti (Helsingør Stift). Sognet ligger i Gentofte Kommune (Region Hovedstaden). Indtil Kommunalreformen i 2007 lå det i Gentofte Kommune (Københavns Amt), og indtil Kommunalreformen i 1970 lå det i Sokkelund Herred (Københavns Amt). I Ordrup Sogn ligger Ordrup Kirke.
I Ordrup Sogn findes flg. autoriserede stednavne:
- Charlottenlund (bebyggelse, ejerlav)
- Jægersborg (bebyggelse, ejerlav)
- Ordrup (bebyggelse, ejerlav)

Ordrup Sogn blev udskilt 1901 af Gentofte Sogn.
Kirkebøgerne i Ordrup starter i 1891.